# Ecover
Ecover is een Belgische onderneming die werd opgericht in 1980 te Malle en sinds 2017 deel uitmaakt van het Amerikaanse concern S. C. Johnson & Son. Het bedrijf telt een 300-tal werknemers, waarvan ca. 100 op het hoofdkantoor in Malle. Daarnaast werden vestigingen in de Verenigde Staten (Chicago), het Verenigd Koninkrijk, Duitsland, Zwitserland en Frankrijk (Boulogne-sur-Mer) geopend. In 2012 werd de Amerikaanse concurrent Method overgenomen, en op die manier werd Ecover het grootste bedrijf voor milieuvriendelijke onderhoudsproducten ter wereld met een omzet van 200 miljoen dollar.
Het bedrijf heeft een bedrijfsfilosofie gebaseerd op de principes van maatschappelijk verantwoord ondernemen: Ecover wil haar schoonmaakmiddelen op een ecologisch, economisch en sociaal verantwoorde manier produceren.

## Geschiedenis
Ecover werd in 1980 opgericht met het oog op "de ontwikkeling en productie van duurzame, doeltreffende was- en reinigingsmiddelen op basis van plantaardige ingrediënten en mineralen die gezond zijn voor mens en natuur". Het bedrijf begon met de ontwikkeling van een fosfaatvrij waspoeder, een vervuilend ingrediënt van de in die tijd gangbare was- en vaatwasproducten.
In 1992 werd te Malle de eerste 'ecologische fabriek' van Ecover geopend, grotendeels opgetrokken in gerecycleerde en recycleerbare materialen. Het gebouw heeft meer dan 6000 m² gras op het dak om energie te besparen, recycleert afvalwater en heeft geen centrale verwarming en airconditioning. In 2007 werd een gelijkaardige fabriek gebouwd in Boulogne-sur-Mer in Noord-Frankrijk.
Daarnaast kreeg Ecover in 1992 een nieuwe eigenaar: het private investeringsbedrijf Skagen. In 2017 zijn Ecover en Method overgenomen door het Amerikaanse concern S. C. Johnson & Son.
In 2000 werd het ISO 14001-certificaat verworven, dat de vereisten vastlegt voor een Milieubeheersysteem waarin de milieu-impact van een organisatie wordt gedocumenteerd. In 2011 introduceerde Ecover een 100% recycleerbare kunststoffen fles, op basis van suikerriet.
In 2014 introduceerde Ecover een fles die deels is geproduceerd van plastic afval uit zee.

## Prijzen
Omwille van haar MVO-filosofie ontving Ecover 24 prijzen tussen 1989 en 2010.
In 1993 werd Ecover opgenomen in de Global 500 Roll of Honour-lijst van het milieuprogramma van de Verenigde Naties (UNEP) ter erkenning van de inzet voor het behoud van het milieu.
In 2010 werd de productcategorie Eco-Surfactants (milieuvriendelijke oppervlakte-actieve stoffen) genomineerd door de European Business Awards for the Environment in de categorie Process Award.
In 2012 werd het hele was- en reinigingsgamma het Leaping Bunny-keurmerk toegekend door Cruelty Free International voor het beleid tegen dierproeven. In 2017, na de overname door Johnson & Son, dat wel dierproeven uitvoert, is actiegroep Naturewatch een boycot gestart tegen de merken Ecover en Method.

## Juridische obstakels
In de loop van de jaren 2000 haalde Ecover een ontvetter uit de markt, omdat omwille van nieuwe EU-wetgeving alle oplosmiddelen het label 'Environmentally Hazardous' (gevaarlijk voor het milieu) zouden moeten dragen. Het oplosmiddel in de ontvetter was natuurlijk terpeen uit sinaasappel, en hoewel dat afkomstig is uit plantaardige grondstoffen en snel en volledig biologisch afbreekbaar is, viel het toch onder deze wetgeving.
Hoewel verschillende Ecover-producten het Europees ecolabel dragen, worden naar eigen zeggen geen compromissen gesloten door een label te dragen dat "vandaag nog niet het niveau van ecologische kwaliteit weerspiegelt dat wij produceren en verkopen".